# Казахстан на зимних Азиатских играх 2017
Казахстан участвовал в Азиатских зимних играх 2017 года в Саппоро и Обихиро, Япония с 19 по 26 февраля. Сборная Казахстана состояла из 116 спортсменов и была объявлена 17 января.
17 января в связи с анонсом команды, лыжник Ердос Ахмадиев был объявлен знаменосцем страны на церемонии открытия. Ахмадиев также был знаменосцем на зимних Олимпийских играх 2014 года в Сочи, Россия.

## Медалисты

### Медали по видам спорта
| Страна                      | Золото | Серебро | Бронза | Всего |
| --------------------------- | ------ | ------- | ------ | ----- |
| Биатлон                     | 6      | 4       | 2      | 12    |
| Лыжные гонки                | 1      | 4       | 2      | 7     |
| Фристайл                    | 1      | 1       | 2      | 4     |
| Хоккей                      | 1      | 0       | 1      | 2     |
| Прыжки на лыжах с трамплина | 0      | 1       | 2      | 3     |
| Конькобежный спорт          | 0      | 1       | 1      | 2     |
| Фигурное катание            | 0      | 0       | 1      | 1     |
| Шорт-трек                   | 0      | 0       | 1      | 1     |
| Всего стран: 8              | 9      | 11      | 12     | 32    |

## Команда
В таблице перечислены спортсмены казахстанской делегации по видам спорта и полу.
| спорт              | Мужчины | женщины | Всего |
| ------------------ | ------- | ------- | ----- |
| Горнолыжный спорт  | 2       | 2       | 4     |
| Биатлон            | 5       | 5       | 10    |
| Лыжные гонки       | 6       | 6       | 12    |
| Кёрлинг            | 5       | 5       | 10    |
| Фигурное катание   | 2       | 2       | 4     |
| Фристайл           | 3       | 1       | 4     |
| Хоккей с шайбой    | 23      | 21      | 44    |
| Шорт-трек          | 5       | 5       | 10    |
| Прыжки с трамплина | 4       | н/д     | 4     |
| Сноуборд           | 2       | 2       | 4     |
| Конькобежный спорт | 6       | 4       | 10    |
| Всего              | 63      | 53      | 116   |

## Горнолыжный спорт
Казахстанская горнолыжная команда состоит из четырех спортсменов (двое мужчин и две женщины).
Мужчины
- Игорь Закурдаев
- Мартин Хубер

Женщины
- Екатерина Карпова
- Мария Григорова

## Биатлон
Казахстанская биатлонная команда состоит из десяти спортсменов (пять мужчин и пять женщин).
Мужчины
- Максим Браун
- Антон Пантов
- Василий Подкорытов
- Ян Савицкий
- Владислав Витенко

Женщины
- Анна Кистанова
- Ольга Полторанина
- Дарья Усанова
- Галина Вишневская
- Алина Райкова

## Беговые лыжи
Казахстанская команда по лыжным гонкам состоит из двенадцати спортсменов (шесть мужчин и шесть женщин).
Мужчины
- Ердос Ахмадиев
- Николай Чеботко
- Александр Малышев
- Сергей Малышев
- Ринат Мухин
- Сергей Черепанов

Женщины
- Тамара Эбель
- Елена Коломина
- Марина Матросова
- Дарья Ряжко
- Ангелина Шурыга
- Анжелика Тарасова

## Кёрлинг
В казахстанскую сборную вошли как мужские, так и женские команды, каждая из которых состоит из пяти спортсменов, всего десять.

### Мужской турнир
- Виктор Ким — четвёртый и скип
- Абылайхан Жузбай — третий
- Дмитрий Гарагуль — второй
- Муздыбай Кудайбергенов — первый
- Абилай Нурумбетов — запасной

### Женский турнир
Женская команда состоит из пяти спортсменов.
- Рамина Юничева — четвёртый и скип
- Анастасия Сургай — третья
- Камила Баканова — вторая
- Диана Торкина — первая
- Ситора Аллиярова — запасная

## Фигурное катание
Казахстанская команда по фигурному катанию состоит из четырех спортсменов (двое мужчин и две женщины).
Одиночный
| Спортсмен (ы)         | Событие | SP    | SP   | FP    | FP   | Всего | Всего |
| Спортсмен (ы)         | Событие | Точки | Ранг | Точки | Ранг | Точки | Ранг  |
| --------------------- | ------- | ----- | ---- | ----- | ---- | ----- | ----- |
| Абзал Ракимгалиев     | Мужской |       |      |       |      |       |       |
| Денис Тен             | Мужской |       |      |       |      |       |       |
| Айза Мамбекова        | Женский |       |      |       |      |       |       |
| Елизавета Турсынбаева | Женский |       |      |       |      |       |       |

## Фристайл
Казахстанская сборная по фристайлу состоит из четырех спортсменов (трое мужчин и одна женщина).
Мужчины
- Дмитрий Бармашов
- Дмитрий Рейхерд
- Олег Цинн

Женщина
- Аяулум Амренова

## Хоккей с шайбой
Казахстан вошел в команды в обоих хоккейных турнирах. Мужская команда участвовала в топ дивизионе.

### Мужской турнир
| Место | Сборная          | И | В | Н | П | Ш     | +/- | Очки |
| ----- | ---------------- | - | - | - | - | ----- | --- | ---- |
| 1     | Казахстан        | 3 | 3 | 0 | 0 | 19—0  | +19 | 9    |
| 2     | Республика Корея | 3 | 2 | 0 | 1 | 14—6  | +8  | 6    |
| 3     | Япония           | 3 | 1 | 0 | 2 | 15—11 | +4  | 3    |
| 4     | Китай            | 3 | 0 | 0 | 3 | 0—32  | -32 | 0    |

### Женский турнир
| Место | Сборная          | И | В | Н | П | Ш     | +/-  | Очки |
| ----- | ---------------- | - | - | - | - | ----- | ---- | ---- |
| 1     | Япония           | 5 | 5 | 0 | 0 | 98—1  | +97  | 15   |
| 2     | Китай            | 5 | 3 | 0 | 2 | 46—12 | +34  | 10   |
| 3     | Казахстан        | 5 | 3 | 0 | 2 | 31—14 | +17  | 9    |
| 4     | Республика Корея | 5 | 3 | 0 | 2 | 37—6  | +31  | 8    |
| 5     | Таиланд          | 5 | 1 | 0 | 4 | 5—84  | -79  | 3    |
| 6     | Гонконг          | 5 | 0 | 0 | 5 | 4—104 | -100 | 0    |

## Шорт-трек
Мужчины
- Айдар Бекжанов
- Адиль Галиахметов
- Нуртилек Кажгали
- Еркебулан Шамуханов
- Мерсаид Жаксыбаев

Женщины
- Ионг Ким
- Анастасия Крестова
- Анита Нагай
- Ольга Тихонова
- Мадина Жанбусинова

## Прыжки на лыжах с трамплина
Казахстанская команда по прыжкам с трамплина состоит из четырех спортсменов-мужчин.
Мужчины
- Марат Жапаров
- Сабиржан Муминов
- Сергей Ткаченко
- Константин Соколенко

## Сноуборд
Казахстанская команда по сноубордингу состоит из четырех спортсменов (двое мужчин и две женщины). Все четверо будут соревноваться в альпийских соревнованиях.
| спортсмен        | Событие                   | Выполнить 1 | Выполнить 1 | Run 2 | Run 2 | Всего    | Всего |
| спортсмен        | Событие                   | Время       | Ранг        | Время | Ранг  | Время    | Ранг  |
| ---------------- | ------------------------- | ----------- | ----------- | ----- | ----- | -------- | ----- |
| Роллан Садыков   | Мужской гигантский слалом | 56,77       | 15          | 47,91 | 15    | 1: 44,68 | 14    |
| Роллан Садыков   | Мужской слалом            | 49,12       | 18          | 41,58 | 14    | 1: 30,70 | 14    |
| Владислав Зуев   | Мужской гигантский слалом | 59,95       | 18          | 49,37 | 16    | 1: 49,32 | 16    |
| Владислав Зуев   | Мужской слалом            | 49,12       | 18          | 41,58 | 14    | 1: 30,70 | 14    |
| Дарья Слободкина | Женский гигантский слалом | 1: 05,86    | 9           | 57,66 | 10    | 2: 03,52 | 10    |
| Дарья Слободкина | Женский слалом            | 48,93       | 17          | 40,32 | 13    | 1: 29,25 | 12    |
| Ксения Тупик     | Женский гигантский слалом | 1: 07,06    | 11          | 55,56 | 9     | 2: 02,62 | 9     |
| Ксения Тупик     | Женский слалом            | 52,71       | 11          | 47,06 | 11    | 1: 39,77 | 11    |

## Конькобежный спорт
Казахстанская команда по конькобежному спорту состоит из десяти спортсменов (шесть мужчин и четыре женщины).
Мужчины
- Дмитрий Бабенко
- Артем Крикунов
- Роман Креч
- Денис Кузин
- Федор Мезенцев
- Станислав Палкин

Женщины
- Екатерина Айдова
- Надежда Сидельник
- Мария Сизова
- Елена Урванцева